# Josef Imbach (Theologe)
Josef Imbach (* 3. Dezember 1945 in Zofingen) ist ein Schweizer Theologe und Franziskaner.

## Leben
Nach dem Studium der Theologie und Philosophie an der Päpstlichen Theologischen Fakultät San Bonaventura in Rom 1967–1973 übernahm er bis 1975 ein Vikariat in Therwil und einen Lehrauftrag für Fundamentaltheologie an der Theologischen Fakultät Luzern. Von 1975 bis 2002 lehrte Josef Imbach als Professor für Fundamentaltheologie an der Theologischen Fakultät San Bonaventura (Seraphicum).
2002 erhielt Imbach ein weltweites Lehrverbot für alle katholisch-theologischen Fakultäten. Die Glaubenskongregation – zu dieser Zeit geleitet von Kardinal Joseph Ratzinger, dem späteren Papst Benedikt XVI. – unterstellte ihm, das Lehramt der Kirche abzulehnen, die Evangelien lediglich als katechetische Erzählungen zu betrachten und die Möglichkeit von Wundern zu leugnen. In der Folge protestierte Imbach öffentlich gegen die seiner Ansicht nach „undurchsichtigen Verfahrensweisen“ und „unqualifizierten Gutachten“ der Glaubenskongregation. Weiter bekannt ist er nicht nur durch seine in viele Sprachen übersetzten Buchpublikationen, sondern auch durch seine breit angelegte Vortragstätigkeit.
2005 erhielt Imbach den Preis der Herbert-Haag-Stiftung für Freiheit in der Kirche. Der Preis wird an Personen und Institutionen im In- und Ausland verliehen, die sich durch freie Meinungsäußerung oder mutiges Handeln in der Kirche exponiert haben.
Imbach lebt in der Nähe von Basel, wo er von 2005 bis 2010 einen Lehrauftrag für Katholische Theologie an der evangelischen Theologischen Fakultät der dortigen Universität wahrnahm. Seither lehrt er an der Seniorenuniversität Luzern. Außerdem ist er in der Erwachsenenbildung und in der praktischen Seelsorge tätig.

## Werk
Mit einer Arbeit über Dostojewski promovierte Imbach zum Doktor der Theologie. Aus der Dissertation wurde unter dem Titel Dostojewski und die Gottesfrage in der heutigen Theologie nur ein Auszug veröffentlicht.
Sein Buch Kleiner Grundkurs des Glaubens wurde ins Italienische und Spanische übersetzt. In seinem Buch Der Glaube an die Macht und die Macht des Glaubens. Woran die Kirche heute krankt berichtet Imbach von seinen Erfahrungen mit der Glaubenskongregation, stellt eine umfassende Geschichte der Macht in der Kirche dar und widmet sich ausgiebig dem Papsttum. Seine Kritik ist dabei sehr deutlich und subjektiv, gleichzeitig aber immer auch konstruktiv. Das Thema der Macht wird aus verschiedenen Blickwinkeln beleuchtet, teilweise anhand von Literatur, u. a. mittels Werken von Hermann Hesse, Franz Kafka und Dostojewskij. Das Buch endet mit der Erzählung über den Dominikaner Bartolomé de Las Casas, der in der Zeit der Entdeckung Amerikas energisch für die Rechte der indigenen Bevölkerung eintrat und deswegen mit kirchlichen und staatlichen Autoritäten in Konflikt geriet.

## Auszeichnungen
- 2005: Herbert-Haag-Preis[4]

## Schriften
Viele Bücher sind in mehreren Sprachen erschienen.
- Vergib uns unsere Schuld: Sünde, Umkehr und Versöhnung im Leben des Christen; Grünewald Mainz, 1978, ISBN 3-78670-677-8
- Ich kann nicht mehr beten – eine Herausforderung des Glaubens; Patmos Düsseldorf, 1979, ISBN 3-786-70743-X
- Der Geist ringt mit der Kirche: die großen Themen des Konzils; Bernward Hildesheim, 1985, ISBN 3-87065-343-4
- Die Bibel lesen und verstehen: eine Hinführung; Kösel München, 1986, ISBN 3-466-20282-5
- Himmelsglaube und Höllenangst: Was wissen wir vom Leben nach dem Tod?; Kösel München, 1987, ISBN 3-466-20292-2
- Mehr Freude: Christsein heisst Frohsein; Herder Freiburg, 1988, ISBN 3-451-08561-5
- Wo uns Gott begegnen kann: Glaube aus Erfahrung; Herder Freiburg, 1989, ISBN 3-451-08617-4
- Kleiner Grundkurs des Glaubens; Patmos Düsseldorf, 1990, ISBN 3-491-77798-4
- Beten mit der Bibel; Johannes Leutesdorf, 1990, ISBN 3-7794-1176-8
- (K)ein Weg aus der Sackgasse: Schuldgefühle – Schuldbewusstsein – Schuldbewältigung, Steyler Nettetal, 1991, ISBN 3-8050-0273-4
- Dass der Mensch ganz sei: Vom Leid, vom Heil und vom ewigen Leben in Judentum, Christentum und Islam; Patmos Düsseldorf, 1991, ISBN 3-491-77374-1
- Sehnsucht nach dem verlorenen Gott; Styria Graz 1992, ISBN 3-222-12145-1
- Jesus begegnen: biblische Erfahrungen heute; Benziger Zürich, 1992, ISBN 3-545-20115-5
- Wem gehört Jesus?: Seine Bedeutung für Christen, Juden und Moslems; Herder Freiburg, 1993, ISBN 3-451-08780-4
- Das Buch mit sieben Siegeln: Wege zum Verständnis der Bibel; Steyler Nettetal, 1996, ISBN 3-8050-0367-6
- Mein Rom: Bilder einer Stadt; Echter Würzburg, 1996, ISBN 3-429-01769-6
- Die Hunde, die Vögel, die Frösche und der Papst: Über das Religiöse im Märchen; Echter Würzburg 1996, ISBN 3-429-01833-1
- Was Päpsten und Prälaten schmeckte; Echter Würzburg 1997, ISBN 3-429-01912-5
- War Licht? Ward Rettung?: besinnliche Gedanken zur Weihnachtszeit Mit Vignetten von Alfred Pohl; Echter Würzburg, 1998, ISBN 3-7867-8345-4
- Das Gebet Jesu und das Bekenntnis der Kirche: Betrachtungen zu zwei urkirchlichen Zeugnissen; Kanisius Freiburg/Schweiz, 1999, ISBN 3-85764-494-X
- Das Eselein oder von der Tugend der Keckheit: Eine Märcheninterpretation; Benziger Zürich/Düsseldorf 1999, ISBN 3-545-20158-9
- Der goldene Vogel oder Die Lebensreise: Eine Märcheninterpretation; Benziger Zürich/Düsseldorf, 1999, ISBN 3-545-20202-X
- Der Heiligen Schein: Heiligenverehrung zwischen Frömmigkeit und Folklore; Echter Würzburg 1999, ISBN 3-429-02114-6
- Lust auf die Bibel: Praxisorientierte Zugänge zur Heiligen Schrift; Echter Würzburg, 2000, ISBN 3-429-02219-3
- Über Gott und die Welt: Theologische Quergedanken; Echter Würzburg, 2001, ISBN 3-429-02301-7
- Mit Abraham unterwegs: vom Abenteuer des Glaubens, Echter Würzburg, 2002, ISBN 3-429-02454-4
- Wunder: Eine existentielle Auslegung; Echter Würzburg, 2002, ISBN 3-7867-8445-0
- Und lehrte sie in Bildern: Die Gleichnisse Jesu – Geschichten für heute; Echter Würzburg, 2003, ISBN 3-7867-8465-5
- Kirchenfürsten, Künstler, Kurtisanen: Rom – Geschichten einer Stadt ; Patmos Düsseldorf, 2003, ISBN 3-491-72475-9
- Woran Gott glaubt; Denkanstösse für Zeitgenossen; Echter Würzburg, 2004, ISBN 3-429-02600-8
- Der Glaube an die Macht und die Macht des Glaubens: Woran die Kirche heute krankt; Patmos Düsseldorf 2005, ISBN 3-491-72489-9
- Fußspuren Gottes: Spiritualität im Alltag; Echter Würzburg 2006, ISBN 978-3-429-02795-7
- Nur wer den Aufbruch wagt... Jona – Rut – Tobit; Patmos Düsseldorf 2007, ISBN 978-3-491-70408-4
- Von reichen Prassern und armen Schluckern: Geschichten aus Küche, Kirche und Kultur; Patmos Düsseldorf 2007, ISBN 978-3-491-72516-4
- Geheimnisse der kirchlichen Küchengeschichte: pikante Episoden und köstliche Rezepte; Albatros Mannheim, 2008, ISBN 978-3-491-96227-9
- Marienverehrung zwischen Glaube und Aberglaube; Patmos Düsseldorf, 2008, ISBN 978-3-491-72528-7
- Ruf ins Leben: Mystik im Alltag; Echter Würzburg, 2009, ISBN 978-3-429-03078-0
- Der Weg zu Gott führt durch die Küche: Kulinarisches aus Kirche und Kultur, Albatros Mannheim, 2009, ISBN 978-3-491-96264-4
- Gott im Bahnhof finden: Wegweiser zur Alltagsspiritualität; Claudius München 2009, ISBN 978-3-532-62397-8
- Die Eingeweide der Päpste: Kuriositäten der Kirchengeschichte ; Marix Wiesbaden, 2010, ISBN 978-3-86539-237-4
- Rom ohne Heiligenschein: Geschichten der Ewigen Stadt ; Albatros Mannheim, 2010, ISBN 978-3-491-96279-8
- Ist Gott käuflich? Die Rede vom Opfertod Jesu auf dem Prüfstand; Gütersloher Verlagshaus Gütersloh, 2011, ISBN 978-3-579-08123-6.
- Rom. Wenn Bilder sprechen und Steine reden; Paulus Verlag Fribourg, 2010,
- Hört der Engel helle Lieder. Brauchtum und Betrachtungen zur Advents- und Weihnachtszeit; Echter Verlag Würzburg 2011.
- Marias Panzerhemd und Josefs Hosen. Kurioses und Verborgenes in der christlichen Kunst; Patmos Verlag Ostfildern 2011.
- Himmelsfreuden – Höllenpein. Das Jenseits in der christlichen Kunst; Patmos Verlag Ostfildern, 2013.
- Gotteszweifel; Echter Verlag Würzburg, 2013.
- Was wirklich in der Bibel steht; Echter Verlag Würzburg, 2013.
- Göttliches Feuer und menschlicher Rauch; Echter Verlag Würzburg, 2013.
- Ich sah das Grab vom Tod befreit. Brauchtum und Betrachtungen zur Fasten- und Osterzeit; Paulus Verlag Fribourg, 2014.
- Die geheimnisvolle Welt der Klöster. Was Mönche und Nonnen zum Rückzug aus der Welt bewegt; Verlagsgemeinschaft topos plus, Kevelaer 2015.
- Der gehörnte Mose und eine falsche Madonna. Geheimnisvolle Symbole der christlichen Kunst; Patmos Verlag Ostfildern, 2015.
- Straßenmeditationen; Paulus Verlag Fribourg, 2017.
- Intrigen, Sex und Totschlag in der Bibel; Patmos Verlag Ostfildern, 2017.
- Gott und die Welt. Impulse für eine geerdete Spiritualität; Bonifatius Verlag Paderborn, 2018.
- Als die Armen Austern aßen. Kurioses aus der Geschichte der Küche; Marix Verlag Wiesbaden, 2018.
- Sternstunden und Schandflecke der Kirchengeschichte; Echter Verlag Würzburg, 2019.
- Ja und Amen. Was Christen glauben; Echter Verlag Würzburg, 2020.
- Die Wahrheit der Bibel. Widersprüche, Wunder und andere Geheimnisse; TVZ Verlag Zürich 2020.
- Vom fröhlichen Hans und dem heiligen Franz. Die Weisheit der Märchen und die Bibel; TVZ Verlag Zürich 2021.
- Vergib uns unsere Unschuld. Kleiner Traktat über Verantwortung; Echter, Würzburg 2023.
- Unstimmigkeiten im Reich Gottes. Kurioses und Kritisches aus dem Leben der Heiligen; Friedrich Pustet, Regensburg 2023.
- Steh auf und geh! Das Markusevangelium für heute ausgelegt, Theologischer Verlag, Zürich 2023.